# آلبرشت دورر
آلبرشت دورر (آلمانی: Albrecht Dürer؛ زادهٔ ۲۱ مه ۱۴۷۱ – درگذشتهٔ ۶ آوریل ۱۵۲۸) نقاش، حکاک و ریاضی‌دان آلمانی دوره نوزائی است. بزرگ‌ترین گراورساز عصر خویش بود و با حکاکی روی چوب و فلزات آثار بی‌همتایی آفرید که در سراسر مغرب‌زمین دست به دست چرخید و نفوذ دامنه‌دار خود بر روی هنر سدهٔ شانزدهم اروپا را تثبیت کرد. بسیاری از هنرشناسان او را بزرگترین هنرمند تاریخ نقاشی آلمان تا امروز می‌دانند. آلبرشت دورر یکی از چهره‌های نادر تاریخ هنر بود که در زمان حیات به اوج شهرت و اعتبار رسید.

## زندگی

خودنگاره، نام اثری است از آلبرشت دورر. این اثر اکنون در مالکیت موزه دل پرادو قرار دارد.

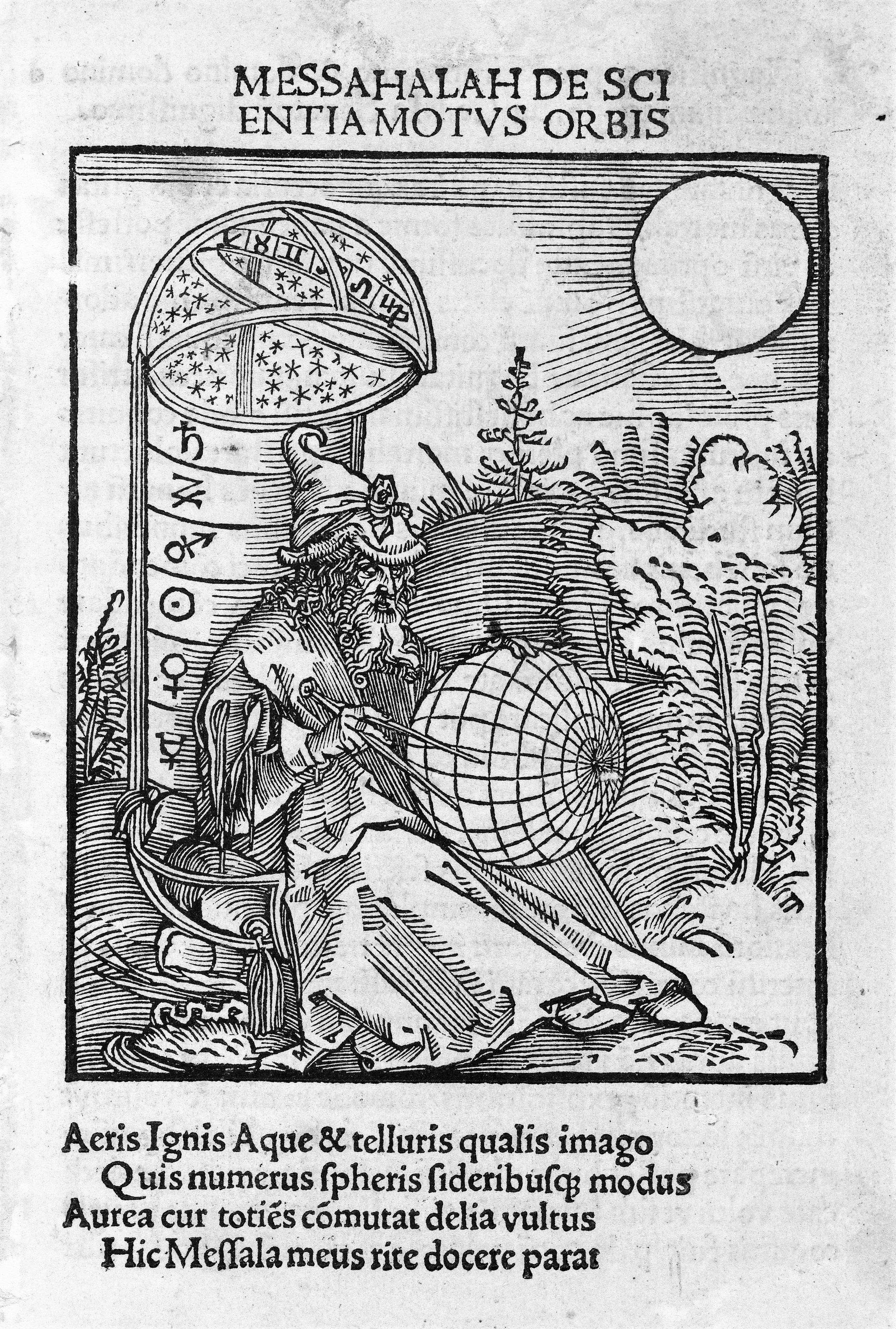
حکاکی و طراحی اثر طراح آلمانی آلبرشت دورر از ماشاءالله ابن اثری ستاره‌شناس ایرانی سده ۸ میلادی و با عنوان صفحه «جهان در جریان» که به سال ۱۵۰۴ میلادی ترسیم شده‌است. این تصویر همانند بسیاری از طراحی‌های قرون وسطی نمایشگر یک پرگار است. پرگار در دنیای دانش، نمادی برای صفت آفرینندگی گیتی به وسیله ایزد بوده‌است. در بالای تصویر نام «ماشاالله» با عنوان آلمانی MESSAHALAH ذکر شده‌است.

دورر در نورنبرگ به دنیا آمد. وی فرزند سوم از خانواده‌ای با هجده فرزند بود. پدرش طلاساز بود و آلبرشت نزد او طلاسازی آموخت. سپس از ۱۴۸۶ تا ۱۴۹۰ نزد نقاش آلمانی میخائل ولگموت به کار نقاشی پرداخت.

## دستاوردها

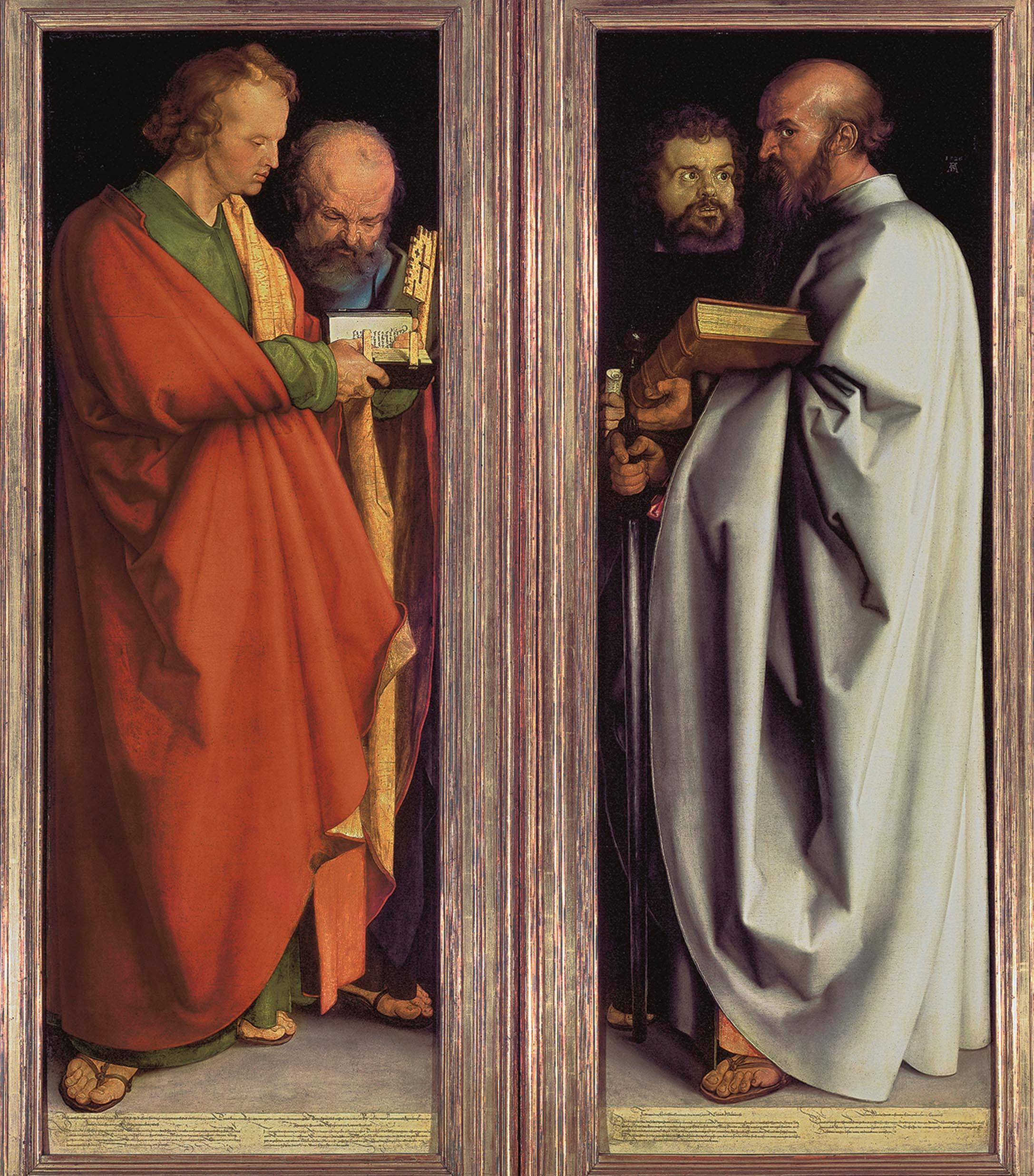
چهار حواری، نام یک دولوحی به‌سال ۱۵۲۶ میلادی است که توسط آلبرشت دورر، نقاش و حکاک برجستهٔ آلمانی خلق شد. او در این اثر، ۴ تن از حواریون عیسی به اسامی یوحنا، پطرس، مرقس و پولس را در دو قاب به‌تصویر کشیده‌است. این اثر اکنون در مالکیت آلته پیناکوتک قرار دارد.

دورر در زمینه باسمه سازی (برای چاپ) ملاک و مبنایی بنیان گذارد که در آن زمان در سراسر اروپا موجب دگرگونی شد.
نخستین اثر شناخته شده دورر تصویری خطی از چهره خویش است که در سیزده سالگی کشیده‌است و تا پایان عمر نیز به ساختن چهره‌هایی از خود ادامه داد.

## دیدار اول از ایتالیا
وی در دوران جوانی با شوقی وافر به سیر و سیاحت پس از از دیدار از ونیز به سال‌های ۱۴۹۴ و ۱۴۹۵ با دریافتی تازه از دنیای خارج و مقام هنرمند در آن به زادگاهش بازگشت. و ده سال در آنجا اقامت کرد. بیشتر کارهای مهم حکاکی خود را در این دوره انجام داد. در همین دوره بود که به حکاکی روی مس پرداخت و مانند بسیار از هنرمندان دوره رنسانس، به مسایل مربوط به ژرفانمایی در نقاشی و نسبت‌های بدن انسان و نیز کالبدشناسی علاقه‌مند شد.

## دیدار دوم از ایتالیا
پس از این دوره دوباره به ونیز رفت و این بار بیشتر به نقاشی پرداخت. آثار او مورد توجه هنرمندان ونیزی قرار گرفت و از برخی کارهای او تقلید می‌شد. چند اثر مذهبی او را اشراف خریدند و رودلف دوم، امپراتور مقدس روم یکی از آثار او را خرید و با خود به پراگ برد.
دورر با وجود محبوبیتش در ونیز، دوباره به نورنبرگ بازگشت.

## شهرت
آوازه دورر در سراسر اروپا پیچیده بود و بسیاری از هنرمندان آن دوره با او مکاتبه و دوستی داشتند. رافائل افتخار می‌کرد که با دورر مبادله نقاشی کرده‌است. در این زمان دورر به ماکسیمیلیان یکم، امپراتور مقدس روم نزدیک بود و بسیاری از کارهای خود را برای او و با حمایت مالی او انجام داد.
با مرگ ماکسیمیلیان یکم در ۱۵۱۹ دورر در پی حامی دیگری رفت. با همسرش و یک خدمتکارشان عازم هلند شد و در گذشتن از شهرهای سر راه آثاری نیز ایجاد کرد. هدف او حضور در مراسم تاجگذاری امپراتور جدید، کارل پنجم، امپراتوری مقدس روم بود.

## سال‌های پایانی عمر
در ۱۵۲۱ از این سفر طولانی به نورنبرگ بازگشت. در این سفر به بیماری نامعلومی دچار شد که تا آخر زندگی با او بود.
دورر قسمت عمده‌ای از سال‌های پایانی عمرش را وقف پژوهش در زمینه اصول نظری هنر ساخت و براساس بررسی کاملی از عقاید پیرو دلا فرانچسکا رساله‌ای در زمینه ژرفانمایی و هندسه نگاشت.
دورر در ۱۵۲۸ در سن ۵۶ سالگی در نورنبرگ درگذشت.

## آثار
- کرگدن دورر
- چهار حواری
- ملانکولیا
- آدم و حوا (دورر)
- چهار سوار سرنوشت
- چهره نقاش
- چهره ماکسیمیلیان
- پرترهٔ یاکوب موفل
- شام آخر
- دیگر آثار